# Лавлейсвілл (Кентуккі)
Лавлейсвілл (англ. Lovelaceville) — переписна місцевість (CDP) в США, в окрузі Баллард штату Кентуккі. Населення — 124 особи (2020).

## Географія
Лавлейсвілл розташований за координатами 36°58′3″ пн. ш. 88°49′57″ зх. д. / 36.96750° пн. ш. 88.83250° зх. д. (36.967427, -88.832446).  За даними Бюро перепису населення США в 2010 році переписна місцевість мала площу 1,32 км², з яких 1,31 км² — суходіл та 0,01 км² — водойми.

## Демографія
Згідно з переписом 2010 року, у переписній місцевості мешкало 148 осіб у 60 домогосподарствах у складі 40 родин. Густота населення становила 112 особи/км².  Було 82 помешкання (62/км²).
Расовий склад населення:
| - 98,6 % — білих |

До двох чи більше рас належало 1,4 %. Частка іспаномовних становила 0,7 % від усіх жителів.
За віковим діапазоном населення розподілялося таким чином: 26,4 % — особи молодші 18 років, 54,7 % — особи у віці 18—64 років, 18,9 % — особи у віці 65 років та старші. Медіана віку мешканця становила 35,0 року. На 100 осіб жіночої статі у переписній місцевості припадало 82,7 чоловіків;  на 100 жінок у віці від 18 років та старших — 81,7 чоловіків також старших 18 років.
Цивільне працевлаштоване населення становило 53 особи. Основні галузі зайнятості: роздрібна торгівля — 69,8 %, будівництво — 30,2 %.